# Nijsinghhuis

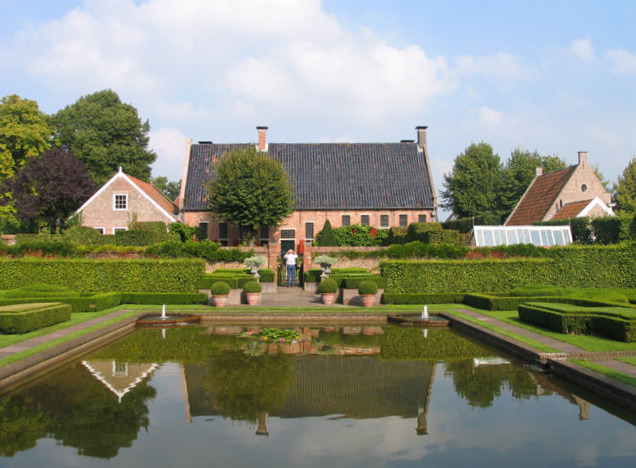
Nijsinghhuis gezien vanuit de museumtuin

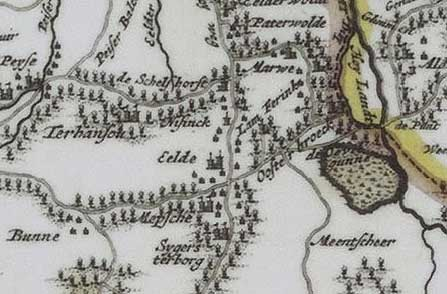
Het Nijsinghhuis te Eelde (aangeven als Nisinck) op een kaart van Frederik de Wit (1630-1706)

Het Nijsinghhuis is een zeventiende-eeuws huis aan de Hoofdweg in Eelde, in de volksmond Schultenhuis of Oud Gemeentehuis genoemd. Tot het midden van de 17e eeuw bood het onderdak aan de schultenfamilie Alting en tussen 1896 en 1939 deed het dienst als gemeentehuis. Het huis is een rijksmonument.

## Geschiedenis
In 1604 huwde Willem Jacobs met Hinderkien Alting, dochter uit een oud en aanzienlijk Drents geslacht. Hij nam de naam Alting aan en hij werd in 1604 schulte van Eelde. Zijn zoon Johan, schulte van Eelde, trouwde in 1616 met Marchien Bronneger. Hun dochter Roelfien trouwde met Jan Nijsingh, advocaat en landschrijver. Zij gingen wonen in het ouderlijk huis van Roelfien in Eelde. In 1654 werd dit huis verbouwd. In 1669 woonden schulte Johan Alting en de landschrijver Nijsingh nog steeds gezamenlijk in hetzelfde huis. Het ambt van schulte (een combinatie van burgemeester, rechter en notaris) bleef in de familie Alting tot 1751, maar het schultenhuis ging over naar de familie Nijsingh, waardoor het zijn status als schultenhuis verloor. In de 18e eeuw werd het huis gemoderniseerd in de Marotstijl. In de noordoostelijke zaal kwam een schouw met houtsnijwerk van Jan de Rijk. Ook werd toen het huis uitgebreid met een schuur. De gevelsteen op de schuur draagt het jaartal 1726. Bovendien zorgde de familie Nijsingh voor de aanleg van een grote tuin met appelhof. Tot 1769 bewoonde een lid van de familie Nijsingh het huis. In dat jaar werd Edzard Willem Lewe eigenaar. In 1806 kocht de Eelder advocaat Warmolt Tonckens het Nijsinghhuis. Hij was in vrouwelijke lijn een afstammeling van de Altings. Hij was van 1811 tot 1812 maire van Eelde en Peize en van 1819 tot 1823 burgemeester van Eelde. Daarna verhuurde hij het Nijssinghhuis als ambtswoning aan zijn opvolgers Willem van Riesen en Engelke Johannes Anthonie Timmerman. Na zijn overlijden zette zijn zoon, de predikant Joachimus Lunsingh Tonckens, de verhuur voort. In 1893 werd het pand door de gemeente van Tonckens gekocht. Burgemeester Timmerman mocht in het huis blijven wonen tot zijn dood in 1895. Op 11 mei 1896 werd het Nijsinghhuis in gebruik genomen als gemeentehuis. Nadat in 1939 in Paterswolde een nieuw gemeentehuis in gebruik werd genomen, werd het Nijsinghhuis achtereenvolgens gebruikt als bureau Sociale Zaken, distributiekantoor, nutsspaarbank en schoolgebouw.
In 1971 kon verder verval van het historische pand worden voorkomen, doordat de gemeente het huis verkocht aan het echtpaar Van Groeningen voor de symbolische prijs van één gulden onder voorwaarde van volledige restauratie. De restauratie startte in 1972. Niet alleen het huis, maar ook de tuinen werden in ere hersteld.

## Kunst in het Nijsinghhuis
In 1983 startte Matthijs Röling met schilderingen in de huidige ‘blauwe kamer’, gevolgd door schilderingen in de bibliotheek. Wout Muller voorzag het achterhuis van een erotisch kabinet. Hij en Matthijs Röling schilderden op het plafond van de hal een sterrenhemel. Ook kunstenaars als Clary Mastenbroek, Olga Wiese en Pieter Pander leverden bijdragen door wandschilderingen in verschillende vertrekken. De beschilderde ruimtes zijn op afspraak voor het publiek toegankelijk.
Toen in de gemeente Eelde in 1990 plannen lanceerde voor de bouw van een flatgebouw tussen het Nijsinghhuis en de historische kerk, deden Jos van Groeningen en zijn vrouw Janneke van Groeningen-Hazenberg een tegenvoorstel. Op de plaats van het geplande flatgebouw wilden zij een museum voor figuratieve kunst bouwen. Het echtpaar Van Groeningen riep de Stichting Het Nijsinghhuis in het leven. Ze slaagden erin de nodige fondsen te verwerven voor een driedelig plan, bestaande uit het Nijsinghhuis, het Museum de Buitenplaats en een museumtuin. Dit plan werd door de gemeente Eelde goedgekeurd. In 1996 werd het museum door Koningin Beatrix geopend. In 2000 werd de tuin opengesteld voor het publiek.